# Gai Meni (tribú)
Geleni Meni (en llatí Gelenius Maenius) va ser un magistrat romà del segle v aC. Formava part de la gens Mènia, d'origen plebeu.
Va ser tribú de la plebs l'any 483 aC, però probablement era una persona diferent que el tribú Meni que ho va ser l'any 489 aC. Va proposar que els cònsols no poguessin fer reclutaments de tropes a la ciutat fins que no es fes el repartiment de l'ager públic entre la plebs, però la proposta no va tenir cap efecte, ja que els cònsols van sortir de la ciutat i van fer la lleva militar fora de les muralles, a 1,5 km de les portes, on acabava el poder efectiu dels tribuns. Tots els que es van negar a obeir la convocatòria dels cònsols van ser castigats.